# Филипп Людвиг (герцог Пфальц-Нейбурга)
Филипп Людвиг Пфальц-Нейбургский (нем. Philipp Ludwig von Pfalz-Neuburg; 2 октября 1547, Цвайбрюккен — 22 августа 1614, Нойбург) — пфальцграф Нойбурга с 1569 года из рода Виттельсбахов.

## Жизнь
Старший сын цвейбрюккенского пфальцграфа Вольфганга Пфальц-Цвейбрюккенского. При разделе отцовских владений между пятью братьями получил Нейбург.
В 1574 году женился на Анне, дочери Юлих-Клеве-Бергского герцога Вильгельма IV. Использовал этот брак для притязаний на наследство бездетного Иоганна Вильгельма — единственного сына Вильгельма V. Другим претендентом был курфюрст Бранденбурга.
Ситуация грозила войной, но убийство французского короля Генриха IV временно разрядило ситуацию. Вольфганг Вильгельм, старший сын Филиппа Людвига, в 1613 году перешёл в католицизм и заручился поддержкой Испании и Католической лиги. В 1614 году был заключен Ксантенский договор о разделе Юлих-Клеве-Бергского наследства, по которому Вольфганг Вильгельм получил Юлих и Берг.

## Семья
У Филиппа Людвига Нейбургского и его жены Анны было 8 детей:
- Анна Мария (18 августа 1575 — 11 февраля 1643), жена Фридриха Вильгельма I Саксен-Веймарского
- Доротея Сабина (13 октября 1576 — 12 декабря 1598)
- Вольфганг Вильгельм (1578—1653), пфальцграф Нейбурга
- Оттон Генрих (умер в младенчестве)
- Август (2 октября 1582 — 14 августа 1632), пфальцграф Зульцбаха
- Амалия Гедвига (24 декабря 1584 — 15 августа 1607)
- Иоганн Фридрих (23 августа 1587 — 19 октября 1644), пфальцграф Зульцбах-Хильпольтштейна
- София Барбара, умерла в младенчестве.